# Liste der Tettsteder in Nordland
Dies ist eine Liste der Tettsteder in Nordland. Gelistet werden also alle Tettsteder, die im Fylke (Provinz) Nordland liegen. Die Tettsteder werden jährlich vom norwegischen Statistikamt Statistisk sentralbyrå (SSB) nach gewissen Kriterien bestimmt. Ein Tettsted hat mindestens 200 Einwohner und der Abstand zwischen den einzelnen Häusern soll im Normalfall nicht 50 Meter überschreiten. Der Abstand kann größer sein, wenn etwa die natürlichen Gegebenheiten in einem Gebiet keine Bebauung zulassen oder flächenintensive Anlagen wie Schulen oder Industriegebäude vorliegen. In einer Kommune können mehrere Tettsteder liegen. Zugleich können sich einzelne Tettsteder über mehrere Kommunen erstrecken.

## Liste
| Nummer | Bild                                                                                    | Name          | Einwohner (1. Januar 2024) | Fläche in km² (1. Januar 2024) | Kommune(n)     |
| ------ | --------------------------------------------------------------------------------------- | ------------- | -------------------------- | ------------------------------ | -------------- |
| 7501   | Foto einer Stadt mit einem Hafen im Vordergrund                                         | Bodø          | 43.322                     | 15,03 km²                      | Bodø           |
| 7502   | Foto einer von Gebäuden gesäumten Straße in einer Ortschaft                             | Løding        | 3333                       | 1,33 km²                       | Bodø           |
| 7503   |                                                                                         | Løpsmarka     | 2301                       | 0,67 km²                       | Bodø           |
| 7504   |                                                                                         | Saltstraumen  | 387                        | 0,33 km²                       | Bodø           |
| 7511   | Foto einer an der Küste gelegenen Ortschaft                                             | Bjerkvik      | 1074                       | 1,34 km²                       | Narvik         |
| 7512   | Foto einer an einem Berg gelegenen verschneiten Stadt                                   | Narvik        | 14.183                     | 6,94 km²                       | Narvik         |
| 7513   |                                                                                         | Beisfjord     | 660                        | 0,68 km²                       | Narvik         |
| 7514   |                                                                                         | Håkvik        | 729                        | 0,6 km²                        | Narvik         |
| 7521   | Foto einer an einem Fjord gelegenen Ortschaft in gebirgiger Umgebung                    | Terråk        | 527                        | 0,62 km²                       | Bindal         |
| 7531   |                                                                                         | Vik           | 360                        | 0,51 km²                       | Sømna          |
| 7532   | Foto einer am Meer gelegenen Ortschaft                                                  | Berg          | 599                        | 0,64 km²                       | Sømna, Brønnøy |
| 7542   | Foto einer an der Küste gelegenen Ortschaft                                             | Brønnøysund   | 5093                       | 3,38 km²                       | Brønnøy        |
| 7543   |                                                                                         | Toft          | 220                        | 0,26 km²                       | Brønnøy        |
| 7544   |                                                                                         | Nordhus       | 343                        | 0,29 km²                       | Brønnøy        |
| 7551   |                                                                                         | Gladstad      | 306                        | 0,5 km²                        | Vega           |
| 7561   |                                                                                         | Silvalen      | 860                        | 0,98 km²                       | Herøy          |
| 7572   | Foto einer in gebirgiger Umgebung an der Küste gelegenen Ortschaft                      | Sandnessjøen  | 6056                       | 4,25 km²                       | Alstahaug      |
| 7581   | Foto einer am Meer gelegenen Ortschaft                                                  | Mosjøen       | 10.059                     | 6,55 km²                       | Vefsn          |
| 7591   | Foto eines kleinen Bahnhofgebäudes                                                      | Trofors       | 860                        | 0,79 km²                       | Grane          |
| 7601   | Foto einer verschneiten Siedlung                                                        | Hattfjelldal  | 542                        | 0,86 km²                       | Hattfjelldal   |
| 7611   | Foto einer am Meer in gebirgiger Umgebung gelegenen Ortschaft                           | Nesna         | 1387                       | 1,08 km²                       | Nesna          |
| 7621   | Foto einer am Meer gelegenen Ortschaft                                                  | Hemnesberget  | 1335                       | 1,11 km²                       | Hemnes         |
| 7623   | Foto eines kleineren Bahnhofsgebäudes                                                   | Bjerka        | 476                        | 0,7 km²                        | Hemnes         |
| 7624   | Foto einer weiß gestrichenen Holzkirche                                                 | Korgen        | 912                        | 0,98 km²                       | Hemnes         |
| 7631   | Foto von einer Anhöhe auf eine an einem Fjord gelegenen Stadt hinunter                  | Mo i Rana     | 18.755                     | 12,79 km²                      | Rana           |
| 7632   | Foto eines Schulgebäudes                                                                | Storforshei   | 585                        | 0,76 km²                       | Rana           |
| 7633   |                                                                                         | Hauknes       | 2101                       | 1,23 km²                       | Rana           |
| 7634   | Foto einer am Meer gelegenen Siedlung                                                   | Alternes      | 215                        | 0,13 km²                       | Rana           |
| 7641   | Foto einer weiß gestrichenen Holzkapelle                                                | Lovund        | 525                        | 0,53 km²                       | Lurøy          |
| 7651   | Foto einer an einem Hang gelegenen Siedlung                                             | Husøy         | 386                        | 0,42 km²                       | Træna          |
| 7661   | Foto einer am Meer gelegenen Ortschaft in gebirgiger Umgebung                           | Ørnes         | 1647                       | 1,56 km²                       | Meløy          |
| 7662   | Foto von Gebäuden in einer Ortschaft in gebirgiger Umgebung                             | Glomfjord     | 1083                       | 1,19 km²                       | Meløy          |
| 7663   |                                                                                         | Reipå         | 260                        | 0,45 km²                       | Meløy          |
| 7664   |                                                                                         | Eidbukta      | 567                        | 0,76 km²                       | Meløy          |
| 7671   | Foto von direkt am Meer gelegenen Häusern und einigen Booten                            | Inndyr        | 634                        | 0,76 km²                       | Gildeskål      |
| 7681   | Luftaufnahme einer am Meer gelegenen Ortschaft                                          | Rognan        | 2641                       | 2,56 km²                       | Saltdal        |
| 7682   |                                                                                         | Røkland       | 602                        | 0,63 km²                       | Saltdal        |
| 7691   | Foto einiger am Meer gelegenen Gebäude                                                  | Sulitjelma    | 489                        | 0,52 km²                       | Fauske         |
| 7692   | Foto einer an der Küste gelegenen Ortschaft                                             | Fauske        | 6439                       | 4,66 km²                       | Fauske         |
| 7693   | Foto einer mit einigen Gebäuden gesäumten Straße                                        | Strømsnes     | 466                        | 0,63 km²                       | Fauske         |
| 7702   | Luftaufnahme einer von Gewässern umgebenen Ortschaft                                    | Straumen      | 854                        | 1,09 km²                       | Sørfold        |
| 7703   | Foto eines Rathauses mit der Aufschrift „Steigen Kommune“                               | Leinesfjord   | 854                        | 1,09 km²                       | Steigen        |
| 7711   |                                                                                         | Oppeid        | 569                        | 0,68 km²                       | Hamarøy        |
| 7721   | Foto eines modernen Kirchgebäudes                                                       | Kjøpsvik      | 787                        | 0,97 km²                       | Narvik         |
| 7722   | Foto eines Museums mit samischen Flaggen                                                | Drag          | 301                        | 0,45 km²                       | Hamarøy        |
| 7731   | Foto einer am Meer gelegenen Siedlung                                                   | Lødingen      | 1701                       | 1,48 km²                       | Lødingen       |
| 7751   |                                                                                         | Liland        | 319                        | 0,3 km²                        | Evenes         |
| 7752   | Foto von einer Anhöhe auf eine am Meer gelegenen Ortschaft hinunter                     | Bogen         | 365                        | 0,53 km²                       | Evenes         |
| 7761   | Foto einer weiß gestrichenen Holzkirche                                                 | Ballangen     | 794                        | 1 km²                          | Narvik         |
| 7771   |                                                                                         | Røstlandet    | 321                        | 0,59 km²                       | Røst           |
| 7781   | Foto einer am Meer gelegenen Ortschaft                                                  | Sørland       | 589                        | 1,08 km²                       | Værøy          |
| 7801   | Foto einer am Meer gelegenen Ortschaft                                                  | Stamsund      | 1088                       | 1,03 km²                       | Vestvågøy      |
| 7802   | Foto einer von Gebäuden gesäumten Straße zur Nachtzeit                                  | Leknes        | 3766                       | 2,71 km²                       | Vestvågøy      |
| 7803   | Luftaufnahme einer am Meer gelegenen Ortschaft                                          | Ballstad      | 860                        | 0,78 km²                       | Vestvågøy      |
| 7804   | Foto einer am Meer Ortschaft in gebirgiger Umgebung                                     | Gravdal       | 1700                       | 1,28 km²                       | Vestvågøy      |
| 7812   | Foto einer von Gebäuden gesäumten Straße                                                | Kabelvåg      | 2322                       | 1,39 km²                       | Vågan          |
| 7813   | Foto einer am Meer in gebirgiger Umgebung gelegenen Ortschaft mit Booten im Vordergrund | Henningsvær   | 501                        | 0,3 km²                        | Vågan          |
| 7814   | Luftaufnahme einer am Meer gelegenen Ortschaft                                          | Svolvær       | 4775                       | 2,36 km²                       | Vågan          |
| 7821   | Foto einer verschneiten, am Meer in gebirgiger Umgebung gelegener Ortschaft             | Stokmarknes   | 3540                       | 2,61 km²                       | Hadsel         |
| 7822   | Luftaufnahme einer am Meer gelegenen Ortschaft                                          | Melbu         | 2277                       | 1,66 km²                       | Hadsel         |
| 7823   |                                                                                         | Sandnes       | 373                        | 0,42 km²                       | Hadsel         |
| 7831   |                                                                                         | Bø            | 594                        | 0,81 km²                       | Bø             |
| 7832   | Foto einer von Gebäuden gesäumten Straße, mit einem Berg im Hintergrund                 | Straume       | 331                        | 0,44 km²                       | Bø             |
| 7842   | Foto einer weiß gestrichenen Kirche                                                     | Alsvåg        | 311                        | 0,34 km²                       | Øksnes         |
| 7843   | Foto von einer von Gebäuden gesäumten Straße                                            | Myre          | 2232                       | 1,84 km²                       | Øksnes         |
| 7851   | Luftaufnahme einer am Meer gelegenen Ortschaft                                          | Sortland      | 5664                       | 3,77 km²                       | Sortland       |
| 7852   | Foto einer am Meer gelegenen Ortschaft                                                  | Sigerfjord    | 814                        | 0,77 km²                       | Sortland       |
| 7853   |                                                                                         | Strand        | 785                        | 0,47 km²                       | Sortland       |
| 7861   | Foto einer am Meer gelegenen Ortschaft mit bunten Häusern und einer Kirche              | Andenes       | 2499                       | 1,76 km²                       | Andøy          |
| 7862   | Foto einer am Meer in gebirgiger Umgebung gelegener Ortschaft                           | Bleik         | 444                        | 0,37 km²                       | Andøy          |
| 7871   | Foto einer in gebirgiger Umgebung am Meer gelegenen Ortschaft                           | Reine         | 286                        | 0,28 km²                       | Moskenes       |
| 7872   | Foto von einer am Meer in gebirgiger Umgebung gelegenen Ortschaft                       | Sørvågen      | 404                        | 0,62 km²                       | Moskenes       |
| 7891   |                                                                                         | Leland        | 774                        | 0,76 km²                       | Leirfjord      |
| 7901   |                                                                                         | Solfjellsjyen | 270                        | 0,31 km²                       | Dønna          |